# جيم ستورم
جيم ستورم (بالإنجليزية: Jim Storm)‏ هو لاعب هوكي الجليد أمريكي، ولد في 5 فبراير 1971.

## وصلات خارجية
- جيم ستورم على موقع دوري الهوكي الوطني (الإنجليزية)
- جيم ستورم على موقع قاعة مشاهير الهوكي (لاعب أن.إتش.أل) (الإنجليزية)
- جيم ستورم على موقع EliteProspects.com (الإنجليزية)
- جيم ستورم على موقع HockeyDB.com (الإنجليزية)
- جيم ستورم على موقع Hockey-Reference.com (الإنجليزية)